# ガンダジカ
ガンダジカ（フランス語: Gandajika）はコンゴ民主共和国ロマミ州の都市である。ガンダジーカとも呼ばれる。

## 交通

### 空港
- ガンダジカ空港（英語版）